# 希科里树丛 (南卡罗来纳州)
希科里树丛（英文：Hickory Grove），是美国南卡罗来纳州下属的一座城市。城市类型是“Town”。其面积大约为1.67平方英里（4.33平方公里）。根据2010年美国人口普查，该市有人口440人，人口密度约为每平方 英里263.32人（约合每平方公里101.67人）。